# 阿爾達

用談格瓦文字顯示的阿爾達。

阿爾達 Arda，是英國作家約翰·羅納德·瑞爾·托爾金作品中的世界。在埃奴的大樂章之時所造，阿爾達在一亞（宇宙）之內，安排為人類和精靈的居住地。
阿爾達當初是平面的世界，有如一個大圓盤，邊界是黑夜之牆。阿爾達被外環海所包圍，貝爾蓋烈海將阿爾達分為兩大部分，西邊的阿門洲，和東邊的中土大陸。第一紀元中，大部分人類和精靈都居住在貝爾蘭地區。第一紀元末憤怒之戰後，貝爾蘭地區毀滅沉沒。
第二紀元，一座五星形海島努曼諾爾自貝爾蓋烈海中央升起，伊甸人三大家族遷入那裡建國。但以後努曼諾爾帝國的人類渴求長生不死，出兵攻打阿門洲，導致努曼諾爾帝國毀滅。
努曼諾爾帝國毀滅以後，阿門洲被挪移，移到世界之外，阿爾達變成球形，很多新海新地被造出來。唯有精靈可以沿住筆直航道前往維林諾，一去不回頭。
阿爾達南方是黑暗大陸，極東方是清晨之門。
托爾金陳述了許多次，他所描述的世界正是我們所在的世界，由此推測，中土大陸是指亞洲和歐洲（地中海的拉丁語正是指中土大陸）。黑暗大陸是指非洲。而清晨之門則沒有定論，可能是指大洋洲諸島。新海新地，則指南北美洲。不過托爾金從沒有言明人們所推測是否真確。
第一紀元的阿爾達
第二紀元的阿爾達

## 原始阿爾達
原始阿爾達是一個均稱的世界，兩盞巨燈照耀阿爾達，但米爾寇打破兩盞巨燈，其中的大火席捲阿爾達，世界形成新面貌。

## 阿爾達被毀損
雖然魔苟斯被逐出宇外，但他的惡毒依然籠罩阿爾達，疾病、嚴寒、酷熱，皆不在伊露維塔的計劃中，而世界越來越疲乏。阿爾達的毀損導致打破了精靈的不朽設計，精靈慢慢消逝，直到最後他們成為無價值的幽靈。唯有在維林諾，才能推遲時間，繼續生存下去。當精靈三戒還在時，愛隆和凱蘭崔爾用精靈三戒的力量延遲時間，保存他們的領土。至尊魔戒毀滅了後，精靈三戒也失去效力，所有的精靈在第四紀元離開了中土大陸。

## 阿爾達的毀滅與再造
當世界末日，世界被破壞，伊露維塔將帶領埃奴，以及人類和精靈再奏出第二次埃奴的大樂章，重造新世界。

## 圓形的阿爾達
《精靈寶鑽》中，阿爾達成了一個圓球了後，阿爾達成為整個太陽系的代名詞，地球的名稱換成是Ambar或Imbar。

## 參閲
- 精靈寶鑽
- 托爾金傳奇宇宙學(Cosmology of Tolkien's legendarium)

## 外部連結
- Ardalambion （页面存档备份，存于）